# Île Saint-Pierre (Saint-Pierre-et-Miquelon)
Pour les articles homonymes, voir Île Saint-Pierre.
Cet article traite de l'île Saint-Pierre de Saint-Pierre-et-Miquelon. Pour la commune française de cette collectivité d'outre-mer, voir Saint-Pierre (Saint-Pierre-et-Miquelon).
L'île Saint-Pierre est une île française qui se situe à l'est du Canada, au sud de Terre-Neuve, dans le golfe du Saint-Laurent. Elle fait partie de la commune française de Saint-Pierre de la collectivité d'outre-mer de Saint-Pierre-et-Miquelon.

## Toponymie
Jacques Cartier le nomme Isle Sainct Pierre lors de son passage en juin 1536 ; Saint Pierre est le saint patron des pêcheurs (avec saint André, saint Antoine de Padoue, saint Nicolas de Myre, et saint Zénon de Vérone).

## Géographie

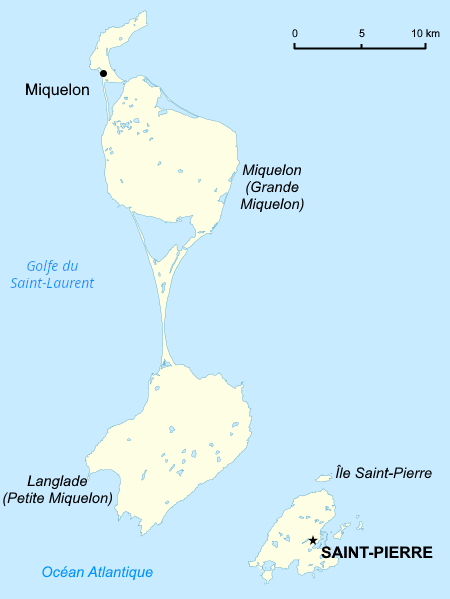
Carte de Saint-Pierre-et-Miquelon avec l'île Saint-Pierre au sud-est de Miquelon.

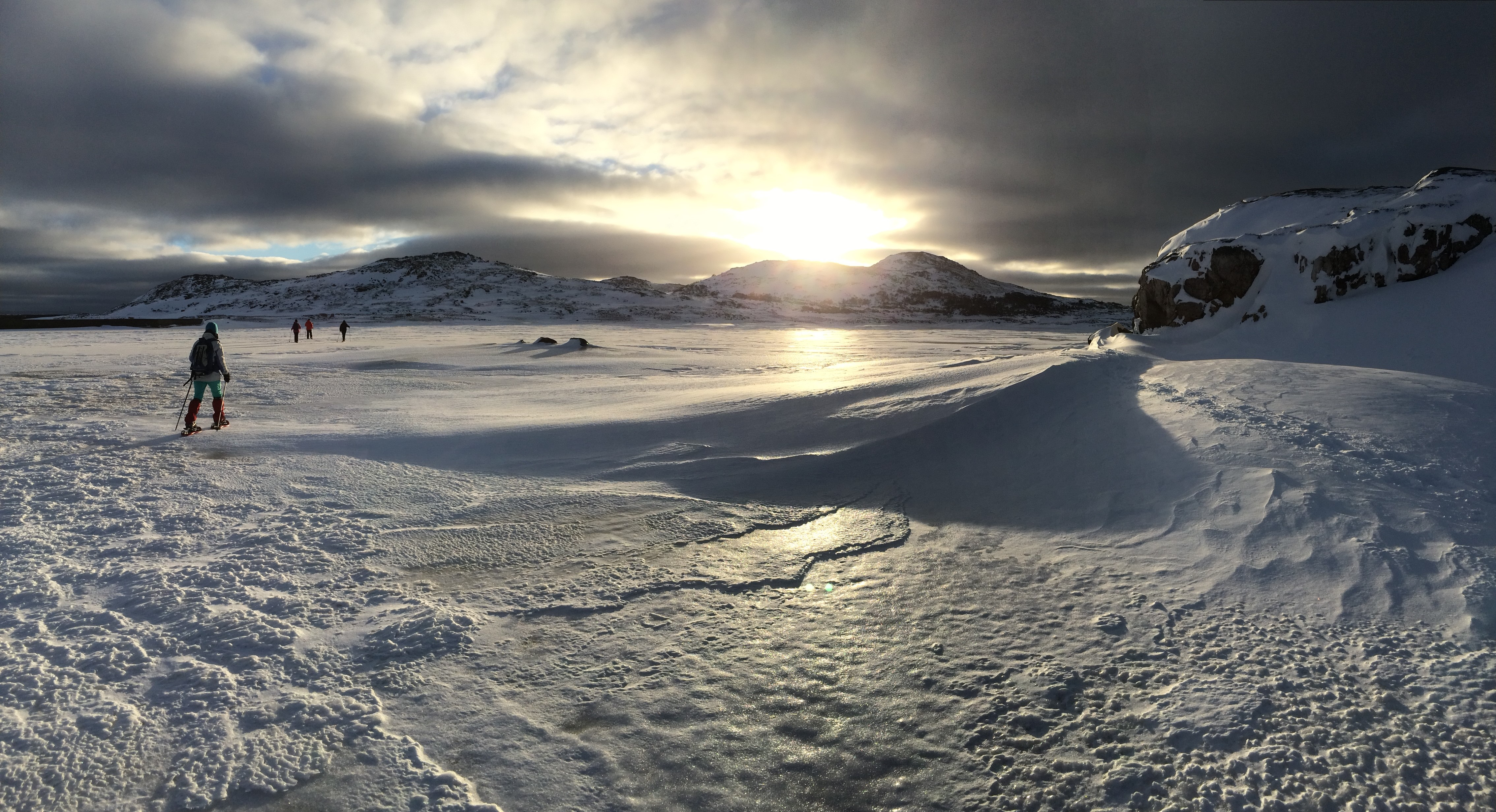
Étang de la Vigie gelé sur l'île de Saint-Pierre, à Saint-Pierre-et-Miquelon. janvier 2016.

L'île Saint-Pierre, contrairement à sa voisine Miquelon, dont elle est séparée au nord-ouest par « la Baie », un chenal d'environ 5,5 kilomètres de largeur, bénéficie d'un port naturel relativement protégé. C'est cette configuration qui fit de Saint-Pierre un des premiers ports de pêche des Terres-Neuves.

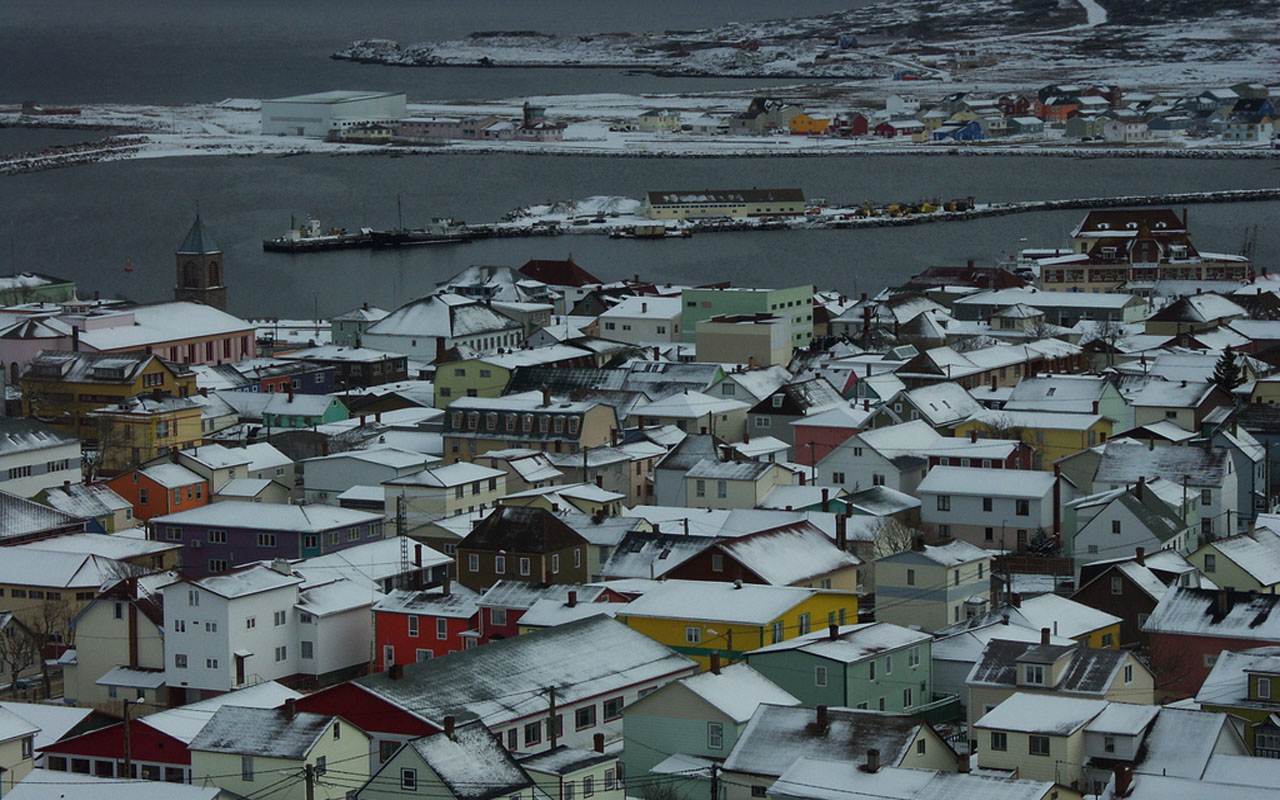
Saint-Pierre.

L'île est d'origine volcanique, mais les formations rocheuses qui la constituent sont très anciennes. Elle est entourée de plusieurs autres petites îles, toutes inhabitées, le Grand Colombier au nord, face à la pointe à Henry, et l'île aux Marins, l'île aux Vainqueurs, l'île aux Pigeons et divers autres îlots ou rochers à l'est.
La ville de Saint-Pierre est blottie dans une plaine côtière, autour d'une rade à l'est de l'île, située au pied d'une chaîne de collines.

## Histoire
La première mention de l'île provient de Jacques Cartier qui y fait escale en 1536 : « Nous fumes ausdictes yles sainct Pierre, ou trouvasmes plusieurs navires, tant de France que de Bretaigne, depuis le jour sainct Bernabe, XIe de juing, jusques au XVIe jour dudict moys, que appareillasmes desdictes ysles sainct Pierre et vynmes au cap de Raze. »

## Administration
L'île saint-Pierre est entièrement incluse dans la commune de Saint-Pierre qui forme avec la commune de Miquelon-Langlade la collectivité d'outre-mer de Saint-Pierre-et-Miquelon.